# Fundeni (Călărași)
Fundeni is een Roemeense gemeente in het district Călărași.
Fundeni telt 4881 inwoners.